# Bădițești
Bădițești – wieś w Rumunii, w okręgu Mehedinți, w gminie Husnicioara. W 2011 roku liczyła 155 mieszkańców.